# Takhshī Maḩalleh
Takhshī Maḩalleh (persiska: تخشی محله) är en ort i Iran.   Den ligger i provinsen Golestan, i den norra delen av landet, 290 km nordost om huvudstaden Teheran. Takhshī Maḩalleh ligger 14 meter över havet och antalet invånare är 668.
Terrängen runt Takhshī Maḩalleh är platt åt nordväst, men åt sydost är den kuperad.Runt Takhshī Maḩalleh är det ganska tätbefolkat, med 207 invånare per kvadratkilometer. Närmaste större samhälle är Gorgan, 12,7 km öster om Takhshī Maḩalleh. Trakten runt Takhshī Maḩalleh består till största delen av jordbruksmark.